# Atlantide Pallavolo Brescia 2015-2016
Questa voce raccoglie le informazioni riguardanti l'Atlantide Pallavolo Brescia nelle competizioni ufficiali della stagione 2015-2016.

## Stagione
La stagione 2015-16 è per l'Atlantide Pallavolo Brescia, sponsorizzata dalla Centrale del latte di Brescia e da McDonald's, la seconda consecutiva in Serie A2; viene confermato l'allenatore Roberto Zambonardi, mentre la rosa viene in buona parte modificata, con le conferme di Andrea Agnellini, Emanuele Rodella, Massimo Zanardini, Emanuele Sorlini e Pasquale Fusco. Tra i nuovi acquisti spiccano quelli di Alberto Cisolla, Fabio Bisi e Simone Tiberti, oltre ad alcuni giocatori provenienti dalle giovanili, mentre tra le cessioni quelle di Matteo Paoletti, Davide Quartarone, Alberto Bellini e Gianluca Signorelli.
Il campionato inizia con due sconfitte consecutive: la prima vittoria arriva alla terza giornata, in trasferta, contro il Volley Tricolore Reggio Emilia, seguita da un'altra vittoria, ai danni della Emma Villas Volley; nel resto del girone di andata l'Atlantide Pallavolo Brescia vince altre due partite, all'ottava giornata contro la Materdomini Volley e alla tredicesima giornata contro il Volley Ball Club Mondovì, chiudendo al quattordicesimo e ultimo posto in classifica e non qualificandosi per la Coppa Italia di Serie A2. Il girone di ritorno è segnato da altre quattro sconfitte consecutive per poi inanellare una serie di quattro successi: la regular season si conclude con altri quattro stop consecutivi che portano la squadra al dodicesimo posto in classifica, fuori dalla zona dei play-off promozione.

## Organigramma societario
Area direttiva
- Presidente: Giuseppe Zambonardi
- Vicepresidente: Gianlorenzo Bonisoli
- Segreteria generale: Lucia Guizzetti, Roberto Zambonardi
- Amministrazione: Ugo Morandi
- Amministratore delegato settore giovanile: Giampietro Viola

Area organizzativa
- Team manager: Sergio Aquino
- Responsabile settore giovanile: Roberto Zambonardi

Area tecnica
- Allenatore: Roberto Zambonardi
- Allenatore in seconda: Paolo Gabrielli
- Assistente allenatore: Giorgio Pioselli
- Scout man: Pierpaolo Zamboni

Area comunicazione
- Responsabile comunicazione: Francesca Dossi, Fabrizio Valli
- Speaker: Andrea Anguissola
- Fotografo: Maurizio Paparone
- Relazioni esterne: Davide Marri
- Social media manager: Natalia Viganò

Area makerting
- Logistica: Tarcisio Turla
- Responsabile marketing: Francesca Dossi, Fabrizio Valli

Area sanitaria
- Medico: Gianluigi Moscatelli, Massimo Tacchetti
- Preparatore atletico: Stefano Bazzana

## Rosa
| N° | Nome               | Ruolo | Data di nascita   | Nazionalità sportiva |
| -- | ------------------ | ----- | ----------------- | -------------------- |
| 1  | Marco Norbedo      | C     | 9 giugno 1996     | Italia               |
| 2  | Andrea Agnellini   | C     | 23 marzo 1983     | Italia               |
| 3  | Maurizio Montanari | S     | 25 ottobre 1987   | Italia               |
| 4  | Emanuele Rodella   | S     | 1º dicembre 1990  | Italia               |
| 5  | Simone Tiberti     | P     | 13 settembre 1980 | Italia               |
| 6  | Nandy Cruz         | C     | 26 dicembre 1996  | Italia               |
| 7  | Pasquale Fusco     | L     | 14 gennaio 1997   | Italia               |
| 8  | Alessandro Turla   | L     | 25 agosto 1996    | Italia               |
| 9  | Fabio Bisi         | S/O   | 16 luglio 1994    | Italia               |
| 10 | Massimo Zanardini  | C     | 4 maggio 1997     | Italia               |
| 11 | Emanuele Sorlini   | S     | 7 ottobre 1998    | Italia               |
| 12 | Enrico Statuto     | P     | 15 agosto 1999    | Italia               |
| 13 | Luca Bonisoli      | S     | 23 aprile 1998    | Italia               |
| 14 | Andrea Bergoli     | S     | 23 aprile 1993    | Italia               |
| 15 | Alberto Cisolla    | S     | 10 ottobre 1977   | Italia               |

## Mercato
| Acquisti | Acquisti         | Acquisti        | Acquisti   |
| R.       | Nome             | da              | Modalità   |
| -------- | ---------------- | --------------- | ---------- |
| S        | Fabio Bisi       | Modena          | definitivo |
| S        | Andrea Bergoli   | giovanili       | definitivo |
| S        | Luca Bonisoli    | giovanili       | definitivo |
| S        | Alberto Cisolla  | Impavida Ortona | definitivo |
| C        | Marco Norbedo    | Treviso         | definitivo |
| P        | Enrico Statuto   | giovanili       | definitivo |
| P        | Simone Tiberti   | Milano          | definitivo |
| L        | Alessandro Turla | giovanili       | definitivo |

| Cessioni | Cessioni            | Cessioni            | Cessioni   |
| R.       | Nome                | a                   | Modalità   |
| -------- | ------------------- | ------------------- | ---------- |
| S        | Alberto Bellini     | Olimpia Bergamo     | definitivo |
| S        | Paolo Crosatti      | Tempini Azzano      | definitivo |
| P        | Mattia Fondrieschi  | Montichiari         | definitivo |
| C        | William Maestrelli  | Valtrompia          | definitivo |
| S/O      | Matteo Paoletti     | Impavida Ortona     | definitivo |
| L        | Enrico Peli         | Castelfranco Emilia | definitivo |
| P        | Davide Quartarone   | Hydra               | definitivo |
| C        | Gianluca Signorelli | Motta               | definitivo |
| P        | Nicola Straolzini   | -                   | ritirato   |

## Risultati

### Serie A2

#### Girone di andata
| 1ª giornata - 25 ottobre 2015 Palasport Comunale, Ortona       | Impavida Ortona   | 3 - 2 | Atlantide Brescia | 17-25, 25-17, 22-25, 25-15, 15-6  |
| 2ª giornata - 1º novembre 2015 PalaSanFilippo, Brescia         | Atlantide Brescia | 1 - 3 | Potentino         | 18-25, 12-25, 25-21, 20-25        |
| 3ª giornata - 8 novembre 2015 PalaBigi, Reggio nell'Emilia     | Tricolore         | 2 - 3 | Atlantide Brescia | 25-22, 17-25, 25-21, 23-25, 12-15 |
| 4ª giornata - 25 novembre 2015 PalaSanFilippo, Brescia         | Atlantide Brescia | 3 - 1 | Emma Villas       | 21-25, 25-22, 25-15, 28-26        |
| 5ª giornata - 22 novembre 2015 PalaValentia, Vibo Valentia     | Callipo           | 3 - 1 | Atlantide Brescia | 25-15, 25-23, 22-25, 25-15        |
| 6ª giornata - 28 novembre 2015 Palazzetto dello Sport, Tricase | Alessano          | 3 - 1 | Atlantide Brescia | 26-24, 20-25, 25-22, 28-26        |
| 7ª giornata - 5 dicembre 2015 PalaSanFilippo, Brescia          | Atlantide Brescia | 2 - 3 | Civita Castellana | 21-25, 25-21, 23-25, 27-25, 5-15  |
| 8ª giornata - 8 dicembre 2015 PalaSanFilippo, Brescia          | Atlantide Brescia | 3 - 2 | Materdomini       | 25-19, 25-14, 16-25, 28-30, 16-14 |
| 9ª giornata - 13 dicembre 2015 PalaPolsinelli, Sora            | Argos             | 3 - 1 | Atlantide Brescia | 25-21, 18-25, 25-20, 25-22        |
| 10ª giornata - 16 dicembre 2015 PalaParini, Cantù              | Libertas Brianza  | 3 - 1 | Atlantide Brescia | 20-25, 30-28, 25-23, 25-22        |
| 11ª giornata - 20 dicembre 2015 PalaSanFilippo, Brescia        | Atlantide Brescia | 0 - 3 | Tuscania          | 19-25, 20-25, 22-25               |
| 12ª giornata - 27 dicembre 2015 Palazzetto dello Sport, Roma   | Club Italia       | 3 - 0 | Atlantide Brescia | 27-25, 25-18, 30-28               |
| 13ª giornata - 3 gennaio 2016 PalaSanFilippo, Brescia          | Atlantide Brescia | 3 - 1 | Mondovì           | 25-20, 23-25, 25-21, 25-18        |

#### Girone di ritorno
| 14ª giornata - 7 gennaio 2016 PalaSanFilippo, Brescia                | Atlantide Brescia | 1 - 3 | Impavida Ortona   | 25-22, 21-25, 21-25, 19-25        |
| 15ª giornata - 10 gennaio 2016 PalaPrincipi, Potenza Picenza         | Potentino         | 3 - 1 | Atlantide Brescia | 25-15, 25-23, 19-25, 25-20        |
| 16ª giornata - 17 gennaio 2016 PalaSanFilippo, Brescia               | Atlantide Brescia | 1 - 3 | Tricolore         | 25-20, 21-25, 15-25, 21-25        |
| 17ª giornata - 24 gennaio 2016 PalaEstra, Siena                      | Emma Villas       | 3 - 1 | Atlantide Brescia | 25-23, 17-25, 25-15, 25-19        |
| 18ª giornata - 1º febbraio 2016 PalaSanFilippo, Brescia              | Atlantide Brescia | 3 - 2 | Callipo           | 17-25, 25-18, 21-25, 25-22, 18-16 |
| 19ª giornata - 14 febbraio 2016 PalaSanFilippo, Brescia              | Atlantide Brescia | 3 - 0 | Alessano          | 27-25, 25-23, 25-21               |
| 20ª giornata - 20 febbraio 2016 Palazzetto dello Sport, Monterotondo | Civita Castellana | 0 - 3 | Atlantide Brescia | 22-25, 25-27, 20-25               |
| 21ª giornata - 27 febbraio 2016 PalaGrotte, Castellana Grotte        | Materdomini       | 0 - 3 | Atlantide Brescia | 20-25, 20-25, 21-25               |
| 22ª giornata - 6 marzo 2016 PalaSanFilippo, Brescia                  | Atlantide Brescia | 0 - 3 | Argos             | 18-25, 20-25, 22-25               |
| 23ª giornata - 9 marzo 2016 PalaSanFilippo, Brescia                  | Atlantide Brescia | 2 - 3 | Libertas Brianza  | 23-25, 25-15, 14-25, 27-25, 7-15  |
| 24ª giornata - 12 aprile 2016 Palazzetto dello Sport, Montefiascone  | Tuscania          | 3 - 0 | Atlantide Brescia | 25-20, 25-12, 25-21               |
| 25ª giornata - 20 marzo 2016 PalaSanFilippo, Brescia                 | Atlantide Brescia | 2 - 3 | Club Italia       | 19-25, 25-16, 25-19, 20-25, 13-15 |
| 26ª giornata - 27 marzo 2016 PalaManera, Mondovì                     | Mondovì           | 3 - 2 | Atlantide Brescia | 28-26, 25-18, 19-25, 24-26, 15-9  |

## Statistiche

### Statistiche di squadra
| Competizione | Punti | In casa | In casa | In casa | In trasferta | In trasferta | In trasferta | Totale | Totale | Totale |
| Competizione | Punti | G       | V       | P       | G            | V            | P            | G      | V      | P      |
| ------------ | ----- | ------- | ------- | ------- | ------------ | ------------ | ------------ | ------ | ------ | ------ |
| Serie A2     | 26    | 13      | 5       | 8       | 13           | 3            | 10           | 26     | 8      | 18     |
| Totale       | -     | 13      | 5       | 8       | 13           | 3            | 10           | 26     | 8      | 18     |

G = partite giocate; V = partite vinte; P = partite perse

### Statistiche dei giocatori
| Giocatore    | Serie A2 | Serie A2 | Serie A2 | Serie A2 | Serie A2 | Totale | Totale | Totale | Totale | Totale |
| Giocatore    | P        | PT       | AV       | MV       | BV       | P      | PT     | AV     | MV     | BV     |
| ------------ | -------- | -------- | -------- | -------- | -------- | ------ | ------ | ------ | ------ | ------ |
| A. Agnellini | 26       | 166      | 105      | 48       | 13       | 26     | 166    | 105    | 48     | 13     |
| A. Bergoli   | 1        | 0        | 0        | 0        | 0        | 1      | 0      | 0      | 0      | 0      |
| F. Bisi      | 22       | 367      | 312      | 15       | 40       | 22     | 367    | 312    | 15     | 40     |
| L. Bosinoli  | 0        | 0        | 0        | 0        | 0        | 0      | 0      | 0      | 0      | 0      |
| A. Cisolla   | 26       | 488      | 423      | 27       | 38       | 26     | 488    | 423    | 27     | 38     |
| N. Cruz      | 7        | 11       | 10       | 1        | 0        | 7      | 11     | 10     | 1      | 0      |
| P. Fusco     | 26       | -        | -        | -        | -        | 26     | -      | -      | -      | -      |
| M. Montanari | 10       | 38       | 35       | 2        | 1        | 10     | 38     | 35     | 2      | 1      |
| M. Norbedo   | 25       | 155      | 114      | 40       | 1        | 25     | 155    | 114    | 40     | 1      |
| E. Rodella   | 25       | 260      | 227      | 22       | 11       | 25     | 260    | 227    | 22     | 11     |
| E. Sorlini   | 25       | 30       | 9        | 2        | 19       | 25     | 30     | 9      | 2      | 19     |
| E. Statuto   | 2        | 0        | 0        | 0        | 0        | 2      | 0      | 0      | 0      | 0      |
| S. Tiberti   | 26       | 83       | 48       | 27       | 8        | 26     | 83     | 48     | 27     | 8      |
| A. Turla     | 4        | -        | -        | -        | -        | 4      | -      | -      | -      | -      |
| M. Zanardini | 10       | 0        | 0        | 0        | 0        | 10     | 0      | 0      | 0      | 0      |

P = presenze; PT = punti totali; AV = attacchi vincenti; MV = muri vincenti; BV = battute vincenti